# Quán thanh xuân
Quán thanh xuân là một chương trình ca nhạc gợi nhớ về những ký ức của Đài Truyền hình Việt Nam được dẫn dắt bởi MC Anh Tuấn và nhà báo Đặng Diễm Quỳnh. Khác với format chương trình Ký ức vui vẻ chú trọng vào phần game show ở các thập niên, Quán thanh xuân tập trung chủ yếu vào việc gợi nhớ về ký ức những năm tháng thời chiến tranh cũng như những ký ức thời tuổi trẻ mà các nghệ sĩ chia sẻ ở mỗi một số phát sóng kèm theo đó là những bản nhạc phù hợp với hoàn cảnh mà chương trình đưa ra ở mỗi chủ đề phát sóng.
Chương trình được định kỳ phát sóng mỗi tháng một số từ tháng 1/2019 và kết thúc vào tháng 12/2021 sau 2 năm phát sóng và thay thế bằng chương trình "Thanh xuân tươi đẹp".

## Giải thưởng và đề cử
| Năm  | Giải thưởng                     | Hạng mục                                                       | Đề cử | Kết quả | Tham khảo |
| ---- | ------------------------------- | -------------------------------------------------------------- | ----- | ------- | --------- |
| 2020 | VTV Awards 2020 - Dấu ấn 50 năm | Giải Chương trình Văn hoá - Khoa học xã hội - Giáo dục của năm |       |         |           |

## Liên quan
- Ký ức vui vẻ